# Crash Bandicoot 4: It's About Time
Crash Bandicoot 4: It's About Time é um jogo eletrônico de plataforma desenvolvido pela Toys for Bob e publicado pela Activision. É o oitavo título principal da série Crash Bandicoot e um retcon dos jogos que originalmente seguiram Crash Bandicoot: Warped. A história do jogo segue Crash Bandicoot e sua irmã Coco enquanto recuperam as poderosas Máscaras Quânticas em uma tentativa de impedir que o Doutor Neo Cortex e o Doutor Nefarious Tropy assumam o multiverso. Eles são indiretamente auxiliados por seu antigo inimigo Dingodile, que está tentando voltar para sua casa, e também uma contraparte de uma dimensão alternativa da antiga namorada de Crash, Tawna.
O jogo mantém a jogabilidade principal da série de plataforma, e adiciona novos elementos através do uso das Máscaras Quânticas, que podem alterar níveis e fornecer meios para atravessar ou superar obstáculos. Ele também inclui modos adicionais de jogo para rejogabilidade, e a capacidade de controlar cinco personagens no jogo, três dos quais – Cortex, Dingodile e Tawna – têm sua própria jogabilidade e níveis únicos. A equipe de desenvolvimento pretendia que o jogo fosse uma continuação direta da trilogia original tanto na narrativa quanto na jogabilidade, e criou as Máscaras Quânticas e personagens jogáveis adicionais depois de estudar a mecânica da série e determinar novos elementos para adicionar à jogabilidade.
O jogo foi recebido com uma recepção crítica positiva, com elogios à preservação e refinamento da fórmula clássica da série, bem como a implementação da nova mecânica de jogabilidade. Os controles, quantidade de conteúdo e rejogabilidade, visuais, música, dublagem e história também foram elogiados, enquanto a física, o design de nível e a dificuldade atraíram reações mistas, e as seções de deslizar foram criticadas. Comercialmente, o jogo teve um desempenho abaixo do esperado em comparação com o Crash Bandicoot N. Sane Trilogy e Crash Team Racing Nitro-Fueled, mas teve os maiores ganhos do primeiro mês para um título contemporâneo de Crash Bandicoot, liderou as paradas de vendas em alguns territórios, e foi indicado para quatro prêmios.

## Jogabilidade
Crash Bandicoot 4: It's About Time é um jogo de plataforma no qual o jogador controla principalmente o personagem-titular Crash ou sua irmã Coco, que são encarregados de salvar o multiverso da dominação por Dr. Neo Cortex e Nefarious Tropy. O jogador pode alternar entre o controle de Crash ou Coco a qualquer momento dentro da tela de seleção de nível. O jogo pode ser jogado em dois estilos diferentes, que podem ser selecionados antes do início de um novo jogo e podem ser trocados a qualquer momento no menu de opções. O estilo de jogo padrão é "Moderno", no qual o jogador sempre voltará ao último ponto de controle quando o personagem do jogador morrer. No outro estilo de jogo, "Retro", o jogador recebe um número limitado de vidas (representada por uma cabeça flutuante do personagem atualmente em jogo), das quais mais podem ser coletadas dentro dos níveis. Se a última vida do jogador for perdida, o nível será reiniciado desde o início. Nem a dificuldade do jogo nem o progresso da recompensa são afetados pelos diferentes estilos de jogo.
A jogabilidade ocorre em uma perspectiva em terceira pessoa, com algumas seções envolvendo o personagem do jogador correndo em direção à câmera ou se movendo de forma lateral. As manobras básicas de Crash e Coco incluem salto e salto duplo, um ataque giratório, rastejar, deslizar e bater no chão. Eles também podem agarrar, pendurar e pular através de trilhos, bem como correr ao longo de paredes designadas. Há também espalhadas por todos os níveis uma grande variedade de caixas que serve para diferentes funções. As caixas geralmente contêm Frutas Wumpa, que concedem uma vida extra se 100 forem coletadas no estilo de jogo "Retro", outras caixas contêm uma máscara Aku Aku, que protege o personagem do jogador do contato com um único inimigo ou perigo. Coletar três máscaras Aku Aku consecutivas concederá ao personagem de todos os perigos, exceto cair em poços sem fundo. Embora invencível, o personagem do jogador pode automaticamente matar inimigos e quebrar caixas dentro de um certo raio. Cada nível inclui um total de doze joias, que podem ser obtidas cumprindo objetivos como coletar uma certa quantidade de Frutas Wumpa, quebrar todas as caixas do nível, completar o nível sem morrer mais de três vezes, e encontrar uma joia em uma área oculta. Ganhar uma certa quantidade de joias em um nível desbloqueia um visual novo para Crash ou Coco, o jogo tem um total de 30 visuais que podem ser desbloqueados. Se o jogador conseguir todas as gemas de um nível sem morrer nele ele ganha uma Relíquia Insanamente Perfeita.
Dentro de cada nível há uma área "Bônus" que é acessada através de uma plataforma com um ponto de interrogação amarelo (?). Cada área bônus consiste em uma pequena sequência de quebra-cabeça lateral em que o jogador deve quebrar todas as caixas dentro da área. Morrer em uma área bônus não vai fazer o jogador perder uma vida no estilo de jogo Retrô, quando ele morre em um bônus, o personagem do jogador ressurge ao lado da plataforma Bonus dentro do nível. Outras áreas bônus podem ser desbloqueadas localizando e coletando quatro joias coloridas escondidas no jogo.
Os níveis do jogo são divididos em dez "dimensões", cada um com seu próprio tema. Além dos níveis principais, todas as outras Dimensões incluem um chefe. Completar qualquer nível irá desbloquear um "Contra o Tempo", no qual o jogador deve completar o nível o mais rápido possível para ganhar uma Relíquia. Os desáfios de contra o tempo são ativados coletando um ícone de cronômetro no início do nível. Enquanto um contra o tempo está ativo, todos os pontos de controle são removidos, exigindo assim que o jogador inicie o nível e complete ele sem morrer. O contra o tempo apresenta gravações "fantasmas" dos desenvolvedores que permitem feedback em tempo real sobre se a execução do jogador se qualifica para uma Relíquia de Safira, Ouro ou Platina. Completar o nível "Confusão Fermentada" desbloqueia um modo chamado "N.Verted" para cada nível, no qual o caminho do nível é invertido, um efeito visual diferente dependendo da dimensão do nível é aplicado, e as Frutas Wumpa são rebatizadas como "Bumpas". Seis das doze joias de um nível só são acessíveis no modo N.Verted. Alguns níveis contêm "Fitas de Flashback", que devem ser coletadas sem morrer; se o personagem do jogador morrer antes de coletar uma Fita de Flashback, ela desaparecerá a menos que o jogador reinicie o nível desde o início. A coleta de uma fita de flashback desbloqueia um "Nível de Flashback", um nível de plataforma lateral que ocorre antes e durante o primeiro jogo.
Uma novidade da série são as Máscaras Quânticas, quatro máscaras mágicas que estão espalhadas por todo o jogo e que concedem poderes especiais para Crash e Coco atravessarem obstáculos durante determinados segmentos. Ao contrário de Aku Aku, as Máscaras Quânticas não são encontradas em caixas, mas sim se materializam em áreas onde seus poderes podem ser usados, e se transformam em um traje usado por Crash e Coco. Lani-Loli pode entrar e sair da tangibilidade; Akano concede ao personagem do jogador um violento "giro de matéria escura" que lhes permite deslizar pelo ar e desviar de projéteis; Kupuna-Wa pode diminuir o fluxo de tempo; e Ika-Ika podem reverter a gravidade. Além de Crash e Coco, três outros personagens são controlados durante certos níveis: Cortex, Dingodile, e uma versão alternativa do antigo interesse amoroso de Crash, Tawna. Cada personagem apresenta seus próprios conjuntos de movimentos únicos: Cortex faz uso de uma arma de raios que pode ser usada para transformar inimigos em plataformas sólidas ou saltitantes, ele também é capaz de executar um avanço para frente. Dingodile faz uso principalmente de uma arma de vácuo, que pode ser usada para sugar e disparar inimigos e objetos. Tawna, mantendo alguns movimentos usados por Crash e Coco, faz uso de um gancho de grappling para acertar objetos e alcançar locais de longas distâncias.
O jogo apresenta modos multiplayer locais coperativos e competitivos. Em Batalha Bandicoot, os jogadores competem contra outros jogadores em contra de tempo. Ele tem dois modos distintos: Corrida ao Ponto de Controle, no qual o jogador deve chegar a um ponto de controle e completar um nível o mais rápido possível, e Combo de Caixa, em que os jogadores devem quebrar o máximo de caixas possível enquanto estão sendo cronometrados. O modo multiplayer cooperativo é chamado de "Pass N. Play", no qual os jogadores se revezam para completar a campanha do jogo. Todos os modos multiplayer podem acomodar até quatro jogadores.

## Sinopse
O jogo é uma continuação de Crash Bandicoot: Warped. Após sua derrota nas mãos de Crash Bandicoot em Crash Bandicoot: Warped , Uka Uka tenta libertar a si mesmo e aos Doutores Neo Cortex e Nefarious Tropy de sua prisão no passado. Seu último esforço abre um buraco no tecido do espaço e do tempo e o faz desmaiar. Cortex e N. Tropy escapam rapidamente, abandonando Uka Uka, e descobrem que a fenda que eles usam liga seu universo ao resto do multiverso, e decidir utilizá-lo para conquistar todas as dimensões. Para garantir o sucesso, a dupla cria o Rift Generator, um gerador capaz de abrir outras fendas espaço-tempo e recrutar ajuda dos Doutores N. Gin e Nitrus Brio para fornecer um exército em antecipação à interferência de seus inimigos. Aku Aku , irmão gêmeo de Uka Uka, sente a perturbação no espaço e no tempo e rapidamente corre Crash para o pico principal da Ilha N. Sanity. Ao chegar, ele se depara com Lani-Loli, a quem Aku Aku reconhece como uma das Máscaras Quânticas - quatro antigas máscaras de feiticeiro que têm grande poder sobre o espaço e o tempo, e que só apareceriam se algo abrisse o multiverso. Lani identifica uma fenda e suspeita que há problemas, levando a Crash e sua irmã Coco concordando em segui-lo pelo multiverso e encontrar as outras máscaras quânticas, enquanto combatia o caos que o Cortex está criando.
Durante suas aventuras, a dupla conhece uma versão alternativa de Tawna, a antiga namorada de Crash, que a oferece ajuda enquanto empreende sua própria aventura. Ao mesmo tempo, Dingodile, que recentemente se aposentou da vilania para administrar seu próprio restaurante, se vê envolvido no caos quando seu negócio é incendiado por um restaurante rival e ele é sugado para outra dimensão por uma interrupção espacial. Embora Dingodile não interaja com a aventura de Crash no início, suas ações inadvertidamente auxiliam Crash e Coco em vários pontos no espaço e no tempo. Crash e Coco encontram mais duas Máscaras Quânticas, chamadas Akano e Kupuna-Wa, e derrotam N. Gin e N. Brio. Depois de enfrentar e derrotar Cortex, N. Tropy o trai e revela que ele e seu novo parceiro (mais tarde revelado ser uma versão feminina de N. Tropy do universo de Tawna) vão refazer o multiverso e, posteriormente, apagar Cortex, Crash, Coco e as máscaras da existência. Um furioso Cortex concorda em se unir aos bandicoots e os três resgatar a última Máscara Quântica, Ika-Ika, e eventualmente se encontrar com Dingodile e Tawna. Juntos, a equipe rastreia e derrota com sucesso os dois N. Tropies e as Máscaras Quantum destroem o Gerador de Rift,selando todas as interrupções do espaço-tempo.
No entanto, após fazer uma viagem comemorativa a uma cidade futurística, Cortex trai o grupo e rouba Kupuna-Wa, usando-a para viajar no tempo até 1996, antes dos eventos de sua primeira tentativa de dominar o mundo na tentativa de evitar a criação de Crash. No final das contas, ele não tem sucesso em convencer seu eu do passado a abandonar o experimento e matar o Crash atual, Coco e Aku Aku, que o seguiram desde o futuro. Enquanto as Máscaras Quânticas o banem para o fim do universo, o Cortex passado prossegue com o experimento, preparando-se para fazer uma lavagem cerebral no Crash passado com o Vórtice Cortex; o presente Crash acidentalmente destrói a fonte de energia do Vortex, fazendo com que ele funcione mal e rejeite seu eu passado, garantindo assim sua própria criação. Dingodile reconstrói e reabre sua lanchonete, Cortex relaxa em uma praia e desfruta de paz e sossego, e Crash, Coco, Tawna, Aku Aku e as Máscaras Quantum jogam videogame em sua casa na Ilha N. Sanity. Após um epílogo narrado por Crash detalhando os destinos e paradeiro dos personagens do jogo, o relaxamento de Cortex é interrompido pelo súbito aparecimento de Uka Uka.

## Desenvolvimento
Crash Bandicoot 4: It's About Time foi desenvolvido pela Toys for Bob, que já havia desenvolvido Spyro Reignited Trilogy e portado Crash Bandicoot N. Sane Trilogy para o Nintendo Switch. O título do jogo tinha a intenção de estabelecê-lo como uma continuação direta da trilogia original em seu estilo narrativo e de jogabilidade, esquecendo as sequências anteriores que foram menos favoravelmente recebidas. A equipe também procurou manter o ímpeto estabelecido pelo sucesso recente de Crash Bandicoot N. Sane Trilogy.

### Direção de arte
Toys for Bob se propos a definir um novo estilo de arte e direção para Crash Bandicoot 4: It's About Time para diferencia-lo de Crash Bandicoot N. Sane Trilogy e estabelecê-lo como uma nova edição. A experiência anterior da equipe com Spyro Reignited Trilogy permitiu que eles se acomodassem em uma direção definida por formas claras, gradientes suaves e uma qualidade fora de forma que deu ao remaster uma sensação caprichosa e lúdica; a equipe então tomou essa direção central e ampliou para Crash Bandicoot 4 para criar uma estética mais selvagem e caótica que refletisse melhor o tom irreverente da série.
A tarefa mais antiga da equipe de desenvolvimento era atualizar o design de Crash para o novo jogo, o que levou a conversa dentro da equipe de arte tentando determinar a personalidade de Crash. Eles eventualmente aprimoraram o que o diretor de arte Josh Nadelberg descreveu como "esse cara que está sempre no lugar errado na hora errada" que "apenas consegue sair de todas essas situações loucas de uma maneira heroica, mas ele não é seu herói clássico". Os artistas conceituais da equipe criaram vários projetos para Crash, com o artista Nicholas Kole sendo encarregado de combinar os elementos mais adequados de cada iteração. Kole não encontrou referências fotográficas a bandicoots reais úteis no processo de design, pois suas tentativas de incorporá-las resultaram em um desvio do espírito do personagem; Kole comparou o design geral de Crash com a tentativa de um artista de desenhar um bandicoot da memória alguns anos depois de ter visto um. O artista Ryan Jones tomou a liberdade de omitir os lábios cor de carne de Crash em favor de um tratamento de pele de dois tons mais simples, que foi incorporado em seu design final. A falta de pescoço de Crash proporcionou um desafio técnico particular aos modeladores da equipe de desenvolvimento. o redesenho de Coco exigiu apenas pequenos ajustes, além de atualizar seu laptop para um tablet.
Ao estabelecer o visual e o visual de Crash, a equipe de arte começou o que Nadelberg chamou de "um processo realmente frouxo e libertador" de esboçar várias ideias e cenários de jogabilidade para fornecer inspiração para a equipe de design. Muitas das configurações e recursos ambientais do jogo foram criados antes de qualquer história ser escrita ou qualquer projeto de jogo foi construído; Nadelberg racionalizou que esperar para entender a história e o roteiro antes de realizar qualquer design não era uma direção sensata para um jogo de plataforma, um gênero que não depende tradicionalmente de contar histórias. Algumas das menores ideias da equipe de arte evoluiriam para cenários maiores; por exemplo, o esboço do artista conceitual Ron Kee de Crash saltando na bateria serviu de base para a batalha de chefes temáticas de heavy metal contra N. Gin. Embora Kee tenha reconhecido que essa fase de ideação aberta foi um pouco difícil devido às várias direções tomadas, a equipe foi capaz de criar uma estética geral que Nadelberg descreveu como "super maluca e cheia de movimento e energia em todos os lugares que você olha".

### Máscaras Quânticas
A equipe de desenvolvimento reconheceu no início que a mais nova edição da série precisava manter os elementos que tornavam Crash Bandicoot único entre os jogos da plataforma. Para isso, eles jogaram os jogos originais e os compararam com a N. Sane Trilogy, estudaram os canais da comunidade de Crash Bandicoot, e se envolveram com fãs dentro do estúdio. A equipe então dissecou a mecânica dos jogos para determinar novos elementos para incutir na franquia.  Aku Aku, uma mecânia recorrente nos jogos e personagem que concede a invencibilidade temporária de Crash, inspirou experimentação com uma série de "Máscaras Quânticas" que concederiam habilidades adicionais. um período de prototipagem envolvendo 20 a 30 ideias diferentes que foram testadas em "salas brancas" virtuais, a equipe se estabeleceu em quatro Máscaras Quânticas baseadas nos conceitos de "tempo lento", "densidade", "mudança de fase" e "mudança de gravidade". A máscara de "densidade", que se tornaria Akano, originalmente concedia o poder de densidade extrema, o que faria com que o personagem do jogador se movesse lentamente, permitiria que eles andassem através de explosões, diminuíssem sua capacidade de salto e também que eles pudessem cair em certas superfícies. Após uma série de protótipos, a equipe sentiu que limitar a velocidade do jogador e a proeza de salto resultou em uma experiência menos divertida, e assim alterou a habilidade de Akano em um "giro de matéria escura" que enviaria o personagem para um movimento perpétuo.
A concepção conceitual para as Máscaras Quânticas começou antes de sua mecânica ser finalizada, com o artista Brett Bean atraindo influência de várias culturas em diferentes períodos de tempo. Ele projetou as quatro Máscaras Quânticas depois que elas foram estabelecidas. Kupuna-Wa e Ika-Ika foram as máscaras mais fáceis de projetar, com Kupuna-Wa sendo baseada em símbolos baseados no tempo, e Ika-Ika com duas metades exibindo motivos de montanha e oceano; enquanto a personalidade "velho cavalheiro" de Ika-Ika foi rapidamente estabelecida, sua outra personalidade era originalmente mais enjoada para refletir as imagens de água de seu lado. As sobrancelhas franzidas de Akano e a boca franzida foram feitas para invocar flechas apontando para um centro, criando um motivo de buraco negro. O design não foi afetado pela mudança mecânica da "densidade" para a "matéria escura", pois Kole sentiu que suas características ainda invocavam buracos negros como objetos giratórios. O desenvolvimento de Lani-Loli foi o mais difícil. Na fase protótipo de sua jogabilidade, os objetos afetados por ele eram coloridos com rosa e azul. Isso influenciou Kole a formular um conceito de "dupla personalidade" que chegou até a fase de modelagem. No entanto, o conceito já estava em uso para Ika-Ika, e a jogabilidade de Lani-Loli foi alterada para transformar objetos sólidos e transparentes de uma única cor. finalmente criou uma personalidade que era "muito frenética, nervosa, ele sempre sente que perdeu algo". A partir daí, ele baseou os desenhos de Lani-Loli em quebra-cabeça, que mais tarde foi simplificado para ter certas partes de seu rosto (fora de seus olhos e boca) sendo sólidas ou transparentes a qualquer momento. A capacidade das Máscaras Quânticas de manipular o tempo e o espaço foi determinada como um meio de unir os diversos ambientes, temas e cenários criados pela equipe de arte, e se tornou a base para a narrativa do jogo.

### Desenvolvimento de personagens e histórias
O estudo de Toys for Bob sobre a mecânica da série inspiraram ainda mais a inclusão de personagens jogáveis adicionais. O produtor criativo Louis Studdert considerou essa decisão como o aspecto mais difícil do desenvolvimento precoce do jogo devido ao elenco considerável de personagens da série. A seleção foi finalmente determinada por quem melhor se encaixaria nos principais inquilinos de plataforma do jogo. A equipe então decidiu que os personagens deveriam preencher papéis narrativos particulares, com Cortex e Tawna respectivamente sendo posicionados como um vilão e "anjo da guarda". Buscando um curinga para contrastar ambos os personagens, a equipe retrabalhou Dingodile em uma figura neutra caótica que causa maldade ao tentar chegar em casa. As personalidades distintas dos personagens permitiram que a equipe encontrasse maneiras únicas de encaixá-los no enredo e jogabilidade do jogo, bem como aproveitar a oportunidade para introduzir novas mecânicas de plataforma.
Tanto Cortex como Coco, recebeu apenas pequenos ajustes de design. No entanto, segundo Kole, suas proporções mais "jovial" resultaram em suas animações se tornando "muito bonitas", o que foi mitigado com a criação de uma folha de expressão que ajudava na preservação da caracterização tradicionalmente cômica de Cortex. A equipe teve dificuldade em determinar a função do arma de raio de Cortex. Os primeiros experimentos envolveram o Cortex usando a arma de raios para transformar personagens inimigos, como transformar um dinossauro em uma criança. A equipe reconheceu que isso teria dobrado a quantidade de ativos necessários para cada nível em que o Cortex fosse destaque. Eles então simplificaram o conceito de transformar personagens inimigos em um objeto aleatório dentro do jogo. O elemento aleatório foi descartado em favor de diferentes plataformas para acomodar a natureza tradicionalmente determinista da série; os dois tipos de plataformas foram analisados a partir de três para simplificação adicional.
A inclusão e o redesenho de Tawna receberam atenção especial em consideração ao domínio da série sobre personagens masculinos. A escritora Mandy Benanav teve um papel significativo em sua caracterização, que o aspecto "dimensão alternativa" da narrativa proporcionou uma oportunidade de mostrar uma versão de Tawna, que era o herói de seu próprio universo. A equipe de arte experimentou vários desenhos que tinham a intenção de exalar confiança e força enquanto ainda eram reconhecíveis e adequados dentro do tom e da estética da série. Originalmente ela tinha um bumerangue, que acabou sendo refeito em um gancho de grappling quando o desenvolvimento da jogabilidade de Dingodile tornou redundante a função do bumerangue de recuperar objetos distantes. O gancho resultou em uma ênfase na jogabilidade baseada em mobilidade, e foi influenciado por Sekiro: Shadows Die Twice.
O design de Dingodile foi desafiador para os artistas devido à necessidade de encontrar um equilíbrio entre os elementos de sua única anatomia híbrida. A equipe de desenvolvimento comparou o motivo vingativo de Dingodile a John Wick, e reconheceu que sua falta de conexão com a narrativa principal do jogo um grau de liberdade aos designers de nível. Para a jogabilidade de Dingodile, a noção geral de vácuo foi uma decisão inicial dos desenvolvedores. Experimentos com a mecânica de vácuo incluíram o uso de caixas TNT para lançar Dingodile para trás, puxar interrupitores e estilingues operacionais, que foram todos rejeitados devido à sua complexidade e efeito no ritmo do jogo.
O papel de Tropy como catalisador da narrativa de dimensionamento do jogo concedeu aos artistas ampla oportunidade de exploração. Uma ampla gama de variações no Tropy foram criadas, incluindo uma criança pilotando um traje mecânico. A perspectiva de adicionar uma vilã feminina à série levou a equipe a criar a Tropy, cujo design foi influenciado por audiolivros de terror vitorianos. Para a batalha de N. Brio, Kole criou uma série de formas alternativas em que Brio se transformaria, incluindo uma "Minhoca de mola" e um pterossauro. Embora a equipe tenha usado apenas a marca registrada de Brio "hulking brute" para a simplicidade, a resposta positiva da equipe ao design do pterossauro levou à sua inclusão na cena do final do nível do chefe. Antagonista recorrente Ripper Roo foi destinado a aparecer como um chefe no final do nível "Passando Por Você", mas não aparece no jogo final. Embora Nitros Oxide, o antagonista da Crash Team Racing, tenha sido rejeitado como um personagem jogável em potencial por ser um personagem de corrida ele aparece na dimensão "Orbita de Bergamula", no qual sua nave espacial é sequestrada pelos dois Tropy's. Sua inclusão levou a equipe de arte a projetar vários membros de sua espécie, que aparecem como personagens inimigos.

### Desenvolvimento da Jogabilidade
A equipe de desenvolvimento pretendia que Crash Bandicoot 4: It's About Time fosse "O maior jogo do Crash de todos os tempos", que influenciou o escopo e o comprimento dos níveis, bem como a quantidade de recursos extras. O jogo desenvolvido com a Unreal Engine 4, foi construído do zero em vez de reutilizar ativos de Crash Bandicoot N. Sane Trilogy. no entanto, o desenvolvimento da Toys for Bob em N. Sane Trilogy, bem como em Crash Team Racing Nitro-Fueled permitiram que a equipe analisasse os elementos fundamentais da franquia e emulasse a jogabilidade e a câmera dos jogos originais. A equipe usou Crash Bandicoot 2: Cortex Strikes Back como seu principal quadro de referência para encontrar um equilíbrio entre novos recursos e preservar a experiência principal de plataforma da série. A dificuldade geral do jogo foi feita para superar a da trilogia original, mas com uma curva mais suave. A equipe de desenvolvimento inicialmente planejava incorporar o formato de hub "warp room" para acessar níveis que foram vistos em Crash Bandicoot 2: Cortex Strikes Back e Crash Bandicoot: Warped. No entanto, eles descobriram que seu objetivo em relação à dificuldade do jogo se fundiu melhor com o sistema de mapas lineares visto no primeiro jogo. Esse sistema também permitiu que a equipe criasse melhor a narrativa do jogo cronologicamente, pois eles buscavam dar mais ênfase à narrativa e às relações de personagens do que as edições anteriores tinham. A sequência do túnel de realidade no nível de "Um Buraco no Espaço" foi conceituada pelos artistas Nicola Saviori, John Loren e Johannes Figlhuber, e foi mantida para criar uma seção de transição segura antes da luta de chefe iminente. A sequência inclui um Easter Egg fazendo referência a um meme relacionado ao Crash Bandicoot, que é ativado coletando com sucesso todas as Frutas Bumpa ao longo do trilho. Beenox, a desenvolvedora de Crash Team Racing Nitro-Fueled, colaborou com a Toys for Bob para criar os efeitos visuais e remixes musicais para os níveis N. Verted, enquanto a Activision Shanghai ajudou na criação dos modos multiplayer do jogo.

### Áudio
A trilha sonora de Crash Bandicoot 4: It's About Time foi composta por Walter Mair, que era fã da franquia e ficou entusiasmado quando foi convidado para uma audição pela Toys for Bob. Mair teve acesso ao título desde o início do desenvolvimento, permitindo que ele observasse a criação das animações, personagens e configurações do jogo. Enquanto a Toys for Bob buscava criar uma experiência musical esculpida e dinâmica, Mair mantinha comunicação frequente com a equipe de áudio, buscando criar uma partitura inventiva e fresca que se mantivesse fiel ao tom estabelecido da série. Para isso, ele incorporou o uso caracteristicamente pesado de marimbas e composições lúdicas, bem como alguns temas familiares como os de Cortex e N. Gin. A instrumentação de Mair para a multidão de personagens e cenários do jogo foi variada; por exemplo, o leitmotif de Dingodile é definido por um contrabaixo e uma tuba "desajeitadamente tocada", enquanto os níveis pré-históricos apresentam instrumentos primitivos, como flautas ósseas e tambores de pele. A trilha sonora oficial do jogo foi lançada no YouTube em 18 de novembro de 2020.
A dublagem do jogo foi gravada no estúdio Rocket Sound, com sede em Los Angeles, sob a direção de Amanda Wyatt. Retornos no elenco incluem Lex Lang como Dr. Neo Cortex, Greg Eagles como Aku Aku, Corey Burton como Dr. N. Gin, e Fred Tatasciore como Dingodile. Entre os novos dubladores que assumiram papéis que já estavam estabelecidos incluem Scott Whyte como Crash, Eden Riegel como Coco, Ursula Taherian como Tawna, JP Karliak como Dr. Nefarious Tropy, e Roger Craig Smith como Dr. Nitrus Brio. Richard Steven Horvitz dubla a Máscara Quântica Lani-Loli, enquanto Tatasciore e Zeno Robinson dublam em conjunto a máscara quântica de duas cabeças Ika-Ika. Vozes adicionais foram fornecidas por Andrew Morgado, Cherise Boothe, Chris Fries, Edward Bosco, Jon Lipow, Jon Olson, Keith Silverstein, Misty Lee, Salli Saffioti, Sarah Tancer, e Yuri Lowenthal. O jogo é dedicado ao dublador original de Aku Aku, Mel Winkler, que morreu em 11 de junho de 2020.

## Marketing e lançamento
Em 11 de junho de 2020, os redesenhos de Crash e Tawna foram vazados através de anúncios de mercadorias pelo distribuidor europeu Blackfire. O jogo teve um teaser em 18 de junho, quando a Activision enviou a vários repórteres um quebra-cabeça representando Kupuna-Wa, que apareceu pela primeira vez no vídeo promocional do PlayStation 4 "It's Time to Play" em novembro de 2019. Os quebra-cabeças vieram com uma mensagem assinada por "Seu Bandicoot Favorito" e afirmando "Um pouco de algo para ajudar a passar o TEMPO". no dia seguinte, um Comitê de Classificação de Jogos Digitais de Taiwan apresentou uma classificação para o jogo, revelando o título, a capa, uma pequena sinopse de enredo e o desenvolvedor do jogo.
Em 22 de junho, um trailer mostrando mecânicas de jogabilidade e apresentando a faixa "The Rockafeller Skank" de Fatboy Slim foi revelado, bem como uma data de lançamento de 2 de outubro para o PlayStation 4 e Xbox One. Um aviso na Microsoft Store indicava que o jogo contaria com "compras in-app", a Toys for Bob confirmou mais tarde que não haveria microtransações, atribuindo o aviso aos visuais cosméticos gratuitos "Cores Descoladas" que foram oferecidos como bônus para aqueles que compraram cópias digitais na pré-venda através da Microsoft Store ou PlayStation Store. O modo N. Verted e a jogabilidade de Dingodile foram revelados na livestream State of Play da Sony em 6 de agosto, e os níveis de Flashback foram revelados na Gamescom 2020 em 28 de agosto. Em 8 de setembro, a jogabilidade de Tawna foi revelada, e a Activision anunciou o lançamento de uma demo composta pelos níveis "Inevetável" e "Fuga Dinossáurica" em 16 de setembro para aqueles que haviam comprado uma cópia digital do jogo através da PlayStation Store na pré-venda. O trailer de lançamento com a música "Go" da banda The Chemical Brothers foi lançado em 22 de setembro, mais de uma semana antes do lançamento do jogo para PlayStation 4 e Xbox One em 2 de outubro de 2020. Aqueles que fizeram a pré-venda de uma cópia física do jogo através do GameStop receberam um temporizador de ampulheta. O livro oficial de arte do jogo, intitulado The Art of Crash Bandicoot 4: It's About Time, foi publicado em 28 de outubro.
Em 10 de agosto de 2020, descobriram um código fonte no site oficial do jogo se referindo ao Nintendo Switch em uma seção rotulada como "PlatformLabel", provocando especulações de que o jogo seria lançado na plataforma. Em fevereiro de 2021, a Activision e a Toys for Bob anunciaram o lançamento do jogo em 12 de março para PlayStation 5, Xbox Series X e Series S, e Nintendo Switch, bem como um lançamento pendente para Microsoft Windows via Battle.net. As versões do PlayStation 5 e Xbox Series X são executadas nativamente em 4K 60 FPS (com a versão de Xbox Series S com upscale para 4K), e apresentam tempos de carregamento mais rápidos e áudio 3D. A versão do Switch é exibida a 1080p quando encaixada e 720p no modo portátil, com ambos os modos rodando a 30 FPS. Aqueles que compraram o jogo no PlayStation 4 ou Xbox One podem atualizar para a respectiva versão de próxima geração sem custo adicional (exceto no Japão) e transferir dados de salvamento. A versão do PlayStation 5 usa os gatilhos adaptativos do DualSense ao usar as armas do Cortex e da Tawna. No dia do lançamento do jogo para consoles de próxima geração, foi adicionada um novo visual de "Bare Bones" para Crash e Coco, que pode ser obtido completando o segundo nível do jogo. No mesmo dia, um novo trailer definindo o lançamento para Microsoft Windows para 26 de março foi revelado. Devido à sua exclusividade Battle.net, a versão do Windows requer uma conexão de internet sempre online. No dia seguinte ao seu lançamento, o gerenciamento de direitos digitais da versão do Windows foi rachado pelo grupo Imperatriz, permitindo que os jogadores ignorassem o check-in on-line.

## Recepção

### Pré-lançamento
Felicia Miranda, da IGN, elogiou a emulação da demonstração do design e colecionáveis dos jogos originais, bem como a adição das Máscaras Quânticas e novos personagens jogáveis. Ela elogiou o estilo de arte como o melhor até agora na série, e considerou a física de salto como uma melhoria em relação a de Crash Bandicoot N. Sane Trilogy. Ela reconheceu que o nível considerável de dificuldade do jogo era direcionado para os fãs de Crash em vez de recém-chegados ou aqueles mais acostumados a jogos de plataforma mais simples, e expressou seu prazer com a adição do modo Moderno, que ela sentiu que tornou a dificuldade mais tolerável. Fillari, da GameSpot, ficou surpreso com o nível de dificuldade, mas considerou-o alinhado com os jogos originais; Eddie Makuch da mesma publicação concordou, descrevendo o jogo como desafiador, mas não injusto. Fillari gostou da adição de uma somba visual por baixo de Crash quando ele está no ar, o que o ajudou a julgar melhor seus saltos. Ambos os críticos ficaram intrigados com o aspecto de jogar um nível da perspectiva de Cortex e ficaram encantados com sua personalidade e habilidades. Embora Fillari sentisse que o nível era muito curto e simples, ele apreciou sua diferença da jogabilidade de Crash, e observou que ele se assemelhava a um jogo de plataforma de quebra-cabeças.
O redesenho de Tawna para o jogo foi criticado pelos fãs por sua influência percebida pela cultura guerreira da justiça social. Paul Tamburro, da GameRevolution, ridicularizou os detratores ao caracterizar suas queixas como rasas, e considerou a controvérsia como "deprimente".

### Recepção
Crash Bandicoot 4: It's About Time recebeu críticas "geralmente favoráveis" em todas as plataformas, de acordo com o agregador de comentários Metacritic.
Michael Leri, da GameRevolution, deu ao jogo uma nota perfeita e proclamou-o como a melhor entrada da série. A preservação e o refinamento da fórmula clássica crash foi elogiada, e os controles foram considerados responsivos. Embora Leri considerasse a física e a colisão uma melhoria em relação às de Crash Bandicoot N. Sane Trilogy, outros os consideravam imprecisos, particularmente nas bordas das plataformas. O design de nível foi recebido com uma resposta mista; alguns o consideravam diverso e bem-humorado, enquanto outros o consideravam monótono e "sádico". As seções de trilhos foram criticadas por suas perspectivas de câmera (que eram ditas para obscurecer obstáculos de entrada) e controles lentos. Austen Goslin da Polygon admirava as batalhas de chefe por sua criatividade, embora Chris Carter de Destructoid sentiu que alguns deles eram anticlímax. Jonathon Dornbush da IGN não gostou da adição de caixas de lançamento de fogo, alegando que eles adicionaram pouca complexidade à plataforma e apenas adicionaram tempo de espera para que eles esfriassem.
As Máscaras Quânticas foram geralmente bem-vindas por adicionar variedade à mecânica estabelecida da série. No entanto, a física da mecânica Akano foi criticada como desajeitada e mal adequada para plataformas precisas, e Kevin Dunsmore da Hardcore Gamer também culpou a mecânica Ika-Ika por seu atraso embutido entre sua ativação e seu efeito. O aumento da lista de personagens jogáveis também foi bem-vindo por seus estilos de jogo únicos e agradáveis, o objetivo com os personagens foi dito ser difícil devido à falta de uma reticle de segmentação. Alguns ficaram perplexos com a estrutura de retorno à perspectiva de Crash e Coco no meio do nível de um novo personagem para repetir um nível passado, com Alex Avard do GamesRadar+ sentindo que os níveis estão "acabados antes de começarem adequadamente", e Oscar Taylor-Kent, do PC Gamer, encontrando o processo de recauchutagem de níveis antigos para jogar como os novos personagens "exaustivos". Mike Epstein, da GameSpot, acrescentou que a troca entre os novos personagens e Crash ou Coco pode afetar a memória muscular do jogador. Os críticos observaram que a quantidade de colecionáveis e modos extras emprestou uma quantidade considerável de rejogabilidade. Dom Peppiatt do VG247 sentiu que a quantidade de novos personagens e mecânicas levou alguns deles a se sentirem meio imaturos, como os níveis de Dingodile, que ele disse "lidar desajeitadamente e desajeitadamente".
O nível de dificuldade foi considerado desafiador e muitas vezes frustrante, Goslin e Steven Green do Nintendo World Report alegando que a abordagem do jogo para o desafio estava ultrapassada. O nível final do jogo, que envolve o uso de uma série de Máscaras Quânticas em rápida sucessão, foi dado um aviso particular, com alguns jogadores tendo acumulado uma contagem de mortes numerando em centenas. com isso, Goslin considerou o nível mais divertido do jogo. A inclusão do cenário moderno de estilo de jogo, que concede uma quantidade indefinida de vidas, foi apreciada por mitigar ligeiramente a dificuldade.
Os visuais foram elogiados por suas cores brilhantes e vibrantes,ambientes variados e detalhados, expressivos desenhos de personagens e animações, e cutscenes estilo desenho animado de sábado de manhã. Josh Wise de VideoGamer.com, no entanto, não gostava da direção de arte "sintética" do jogo em comparação com o olhar mais áspero e esparso dos jogos originais. Enquanto Dornbush preferia o formato de hub de selecionar níveis do segundo e terceiro jogo, ele se encantou com a apresentação dos mapas lineares, comparando-os com livros de histórias pop-up. Epstein elogiou o aumento da taxa de quadros e os tempos de carregamento mais rápidos da versão do PlayStation 5, observando que as animações mais suaves e claramente articuladas resultaram em uma jogabilidade mais rápida e tempos de reação melhorados. e Chris Scullion da Nintendo Life,embora reconheçam a resolução reduzida e a taxa de quadros na versão do Switch, consideraram o visual impressionante independentemente.
A trilha sonora foi recebida positivamente por sua natureza otimista e cativante e emulação do trabalho de Josh Mancell na trilogia original. Leri e Dornbush também desfrutaram dos efeitos especiais que as habilidades das Máscaras Quânticas tiveram na música de fundo. Michael Damiani de Easy Allies, no entanto, sentiu que a trilha sonora era medíocre e não tinha peças de destaque. Os críticos desfrutaram do roteiro leve, bem-humorado e autoconsciente, e também elogiaram a dublagem, com Goslin cantando as performances de Horvitz e Eagles. Dunsmore, embora entretido pela trama, personagens, escrita e dublagem, sentiu que o uso limitado de cutscenes deixou uma quantidade inadequada de tempo para desfrutar das performances, e desejou uma história mais longa.

### Vendas
Nos Estados Unidos, o jogo terminou como o 11º jogo mais vendido de setembro; apesar de ter sido lançado em outubro, de 2 a 4 de outubro é considerado pelo Grupo NPD como parte da última semana de setembro. subiu para o décimo lugar nas paradas NPD de outubro de 2020. O jogo vendeu 402.000 unidades digitalmente em seu primeiro mês, um número menor do que os dos títulos remasterizados recentes; em comparação, o Crash Bandicoot N. Sane Trilogy vendeu 520.000 unidades digitais no último dia de junho de 2017, e Crash Team Racing Nitro-Fueled vendeu 552.000 ao longo de junho de 2019. A SuperData Research atribuiu o menor número de vendas para Crash Bandicoot 4: It's About Time por diminuir a demanda pelo novo título e a um período de lançamento mais lotado do que seus antecessores. No entanto, eles observaram que os ganhos do primeiro mês do jogo foram os mais altos para um título contemporâneo Crash Bandicoot devido ao seu preço mais alto. No lançamento das versões PS5, Xbox Series X e Series S, e Switch, o jogo subiu para o 15º no NPD mensal de vendas do NPD do número 65 do mês anterior. Em março de 2021, o analista do NPD Group, Mat Piscatella, observou que as vendas de consoles para Crash Bandicoot 4: It's About Time estavam sendo sustentadas pelo sucesso do jogo Crash Bandicoot: On the Run!, bem como o lançamento do jogo no Switch e a promoção digital contínua
O jogo fez #1 nas paradas de vendas físicas do Reino Unido, vendendo 1.000 cópias a mais do que Star Wars: Squadrons, mas as vendas físicas foram 80% menores que Crash Bandicoot N. Sane Trilogy. O jogo ficou em 2º nas paradas digitais do Reino Unido. No Japão, a versão para PlayStation 4 vendeu 10.437 cópias físicas em sua primeira semana de lançamento, tornando-se o quinto jogo de varejo mais vendido da semana no país. A versão do Switch foi lançada no Japão no ano seguinte e vendeu 2.288 cópias durante sua primeira semana, e foi o 20º jogo de varejo mais vendido no país durante essa semana. Na Suíça, foi o segundo jogo mais vendido durante sua primeira semana de lançamento. Na França, o jogo alcançou o número 1 em vendas digitais para a semana de 28 de setembro a 4 de outubro de 2020, com apenas três dias de vendas. O jogo estreou em primeiro na tabela australiana e na Nova Zelândia.

### Prêmios e indicações
O jogo foi indicado para melhor jogo para família no The Game Awards 2020, mas perdeu para Animal Crossing: New Horizons. Foi indicado para Excelente precisão de controle, Excelente jogo para familia (Franquia) e Efeitos sonoros de destaque no 20º Prêmio NAVGTR, mas perdeu para Spider-Man: Miles Morales, Animal Crossing: New Horizons e The Last of Us Part II, respectivamente. GameSpot nomeou o jogo como um dos melhores de 2020 por pontuação.
| Ano  | Cerimônia de Premiação | Categoria                              | Resultado | Ref.            |
| ---- | ---------------------- | -------------------------------------- | --------- | --------------- |
| 2020 | The Game Awards 2020   | Melhor jogo para família               | Indicado  | [ 125 ] [ 126 ] |
| 2021 | 20th NAVGTR Awards     | Excelente precisão de controle         | Indicado  | [ 127 ]         |
| 2021 | 20th NAVGTR Awards     | Excelente Jogo para familia (franquia) | Indicado  | [ 127 ]         |
| 2021 | 20th NAVGTR Awards     | Efeitos sonoros de destaque            | Indicado  | [ 127 ]         |